# Ultra (franchise)

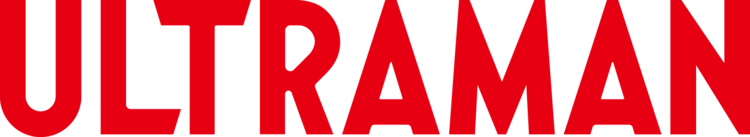
Logo ufficiale del franchise

Ultra è un media franchise di fantascienza giapponese comprendente tutte le produzioni afferenti all'universo di Ultraman.
La saga, nota anche con il titolo derivato dal giapponese serie di Ultra (ウルトラシリーズ?, Urutora shirīzu), Ultra Series in lingua inglese, o anche serie di Ultraman dal nome del personaggio protagonista, comprende numerose serie televisive, film e videogiochi, prodotti a partire dal 1966 con la serie televisiva seminale Ultra Q.

## Filmografia

Ultraman nell'omonima serie televisiva del 1966

### Televisione
Era Showa
- Ultra Q (1966)
- Ultraman (1966–1967)
- Ultraseven (1967–1968)
- Kaettekita Ultraman (1971–1972)
- Ultraman Ace (1972–1973)
- Ultraman Taro (1973–1974)
- Ultraman Leo (1974–1975)
- The Ultraman (1979-1980)
- Ultraman 80 (1980–1981)

Era Heisei
- Ultraman Tiga (1996–1997)
- Ultraman Dyna (1997–1998)
- Ultraman Gaia (1998–1999)
- Ultraman Neos (2000–2001)
- Ultraman Cosmos (2001–2002)
- Ultra Q: Dark Fantasy (2004)
- Ultraman Nexus (2004–2005)
- Ultraman Max (2005–2006)
- Ultraman Mebius (2006–2007)
- Ultraseven X (2007)
- Ultra Galaxy Mega Monster Battle (2007–2008)
- Ultra Galaxy Mega Monster Battle: Never Ending Odyssey (2008-2009)
- Ultraman Retsuden (2011–2016)
- Neo Ultra Q (2013)
- Ultraman Ginga (2013)
- Ultraman Ginga S (2014)
- Ultraman X (2015)
- Ultraman Orb (2016)
- Ultraman R/B (2018)

Era Reiwa
- Ultraman Taiga (2019)
- Ultraman Z (2020)
- Ultraman Trigger: New Generation Tiga (2021)
- Ultraman Decker (2022)
- Ultraman Blazar (2023)
- Ultraman Arc (2024)
- Ultraman Omega (2025)

Produzioni straniere
- Ultraman: Towards the Future (1990)
- Ultraman: The Ultimate Hero (1993)

### Cinema
Era Showa
- Chōhen kaijū eiga Ultraman (1967)
- Ultraman, Ultraseven: Great Violent Monster Fight (1969)
- Jissōji Akio kantoku sakuhin Ultraman (1979)
- Ultraman: Great Monster Decisive Battle (1979)
- Ultraman Zoffy: Ultra Warriors vs. the Giant Monster Army (1984)
- Ultraman Story (1984)

Era Heisei
- Ultra Q The Movie: Legend of the Stars (1990)
- Ultraman Wonderful World (30th Anniversary Anthology)
  - Revive! Ultraman (1996)
  - Ultraman Company: This is the Ultraman (Wacky) Investigation Team (1996)
  - Ultraman Zearth (1996)
- Ultraman Zearth 2: Superman Big Battle - Light and Shadow (1997)
  - Ultra Nyan: Extraordinary Cat who Descended from the Starry Sky (1997)
- Ultraman Tiga & Ultraman Dyna: Warriors of the Star of Light (1998)
  - Ultra Nyan 2: The Great Happy Operation (1998)
- Ultraman Tiga & Ultraman Dyna & Ultraman Gaia: Battle in Hyperspace (1999)
- Ultraman Tiga: The Final Odyssey (2000)
- Ultraman Cosmos: The First Contact (2001)
- Ultraman Cosmos 2: The Blue Planet (2002)
- Ultraman Cosmos vs. Ultraman Justice: The Final Battle (2003)
- Ultraman (a.k.a. Ultraman The Next, 2004)
- Ultraman Mebius & Ultra Brothers (2006)
- Superior Ultraman 8 Brothers (2008)
- Mega Monster Battle: Ultra Galaxy Legend the Movie (2009)
- Ultraman Zero the Movie: The Revenge of Belial (2010)
- Ultraman Saga (2012)
- Ultraman Ginga S: Showdown! Ultra 10 Warriors!! (2015)
- Ultraman X: Here It Comes! Our Ultraman (2016)

Era Reiwa
- Shin Ultraman (2022)
- Ultraman Decker Finale: Journey to Beyond (2023)
- Ultraman Blazar the Movie: Tokyo Kaiju Showdown (2023)
- Ultraman: Rising (2024)

Produzioni straniere
- Hanuman pob 7 yodmanud (1974)
- Ultraman: The Adventure Begins (1987)

## Videogiochi
- Ultraman: Towards the Future (1991)
- Ultraman Ball (1994)
- Ultra League (1995)
- Ultraman Zearth (1996)
- PD Ultraman Battle Collection 64 (1997)
- Ultraman Tiga & Ultraman Dyna: New Generations (1998)
- Ultraman Fighting Evolution (1998)
- Ultraman Fighting Evolution 2 (2002)
- Charinko Hero (2003)
- Ultraman Fighting Evolution 3 (2004)
- Ultraman Fighting Evolution Rebirth (2005)
- Ultraman Nexus (2005)
- Ultraman Fighting Evolution 0 (2006)
- Daikaiju Battle: Ultra Coliseum (2009)
- Ultra Coliseum DX: Ultra Senshi Daishuketsu (2010)
- Super Hero Generation (2014)

## Personaggi

### Pattuglia degli Ultra
- Ultraman
- Ultraman Jack
- Ultraman Mebius
- Ultraman Taro
- Ultraman Zoffy
- Ultraseven

### Ultra Kaijū
- Baltan
- Bemular
- Eleking
- Gomora
- King Joe
- Red King
- Seagoras
- Seamons
- Zetton